# Christian Gottlob Kändler
Christian Gottlob Kändler (* 10. Juni 1703 in Fischbach; † 13. März 1766 in Sangerhausen) war von 1730 bis zu seinem Tode Rektor der Stadtschule in Sangerhausen. Als wissenschaftlicher Publizist hat er zahlreiche kurze Schriften zu theologischen, stadtgeschichtlichen und pädagogischen Themen hinterlassen, die ihn als Vertreter der Frühaufklärung in Mitteldeutschland ausweisen. 

## Leben
Kändler entstammte einer angesehenen lutherischen Pastorenfamilie. An der Universität Leipzig absolvierte er philosophische, philologische und theologische Studien und bereitete nach Erlangung der Magisterwürde 1725 Studenten der Theologie auf die Examina vor. Er soll sich 1727 an der Philosophischen Fakultät habilitiert haben und wird 1728 als einer der Abendprediger an der zur Universität gehörenden Paulinerkirche genannt.
Seine Berufung zum Rektor der damals angesehenen Lateinschule in Sangerhausen, auch Lyceum genannt, stand im Zusammenhang mit dem 200. Jubiläum der Annahme der Augsburgischen Konfession. Diese Feierlichkeiten wurden von Herzog Christian von Sachsen-Weißenfels (1682–1736) gefördert. Kändler stand in persönlichem Kontakt mit dem Herzog und widmete ihm viele seiner Schriften.
Unter Kändlers Rektorat erlebte das Lyceum in Sangerhausen – wie auch die Stadt selbst – eine Blütezeit, die sich aus dem damaligen Status der Stadt als Nebenresidenz im Herzogtum Sachsen-Weißenfels erklärt. Kändler verknüpfte die Schule eng mit dem öffentlichen Leben der Stadt, indem er die schon früher gelegentlich praktizierten Schülervorträge zu einer festen Institution ausbaute. So wurden aus Anlässen wie dem Magistratswechsel zu Jahresbeginn, bei Kirchweihfesten, an Geburtstagen des Herzogs und auch bei der Schulentlassung öffentliche Disputationen veranstaltet, in denen die Schüler die Ergebnisse eigener Nachforschungen vortrugen, und zwar in den Schulsprachen Latein, Griechisch und Französisch. Thematisch deckten die z. T. abschriftlich erhaltenen Schülerarbeiten ein breites Spektrum ab. Zu diesen Veranstaltungen wurde mit „Programmen“ eingeladen, in denen Kändler seine eigenen wissenschaftlichen Traktate veröffentlichen konnte.
So widerlegte er im Jahr seines Amtsantrittes die These, dass höhere Bildung die Religion gefährde und im Extremfall zum Atheismus führe. Die Argumentation richtete sich gegen ultrakonservative Kreise, die sich durch den von Thomasius und Wollf vertretenen Rationalismus provoziert fühlten. Eine andere, im gleichen Jahr vorgelegte Studie griff den Versuch protestantischer Theologen auf, durch Übersetzung der Augsburger Konfession ins Griechische sowie Kontaktaufnahme Stephan Gerlachs (1545–1616) mit dem ökumenischen Patriarchen das west-östliche Kirchenschisma zu überwinden. Kändler wurzelte fest im lutherischen Protestantismus, war aber ein strikter Gegner theologischer Engstirnigkeit und kontrovers-theologischer Streitereien.

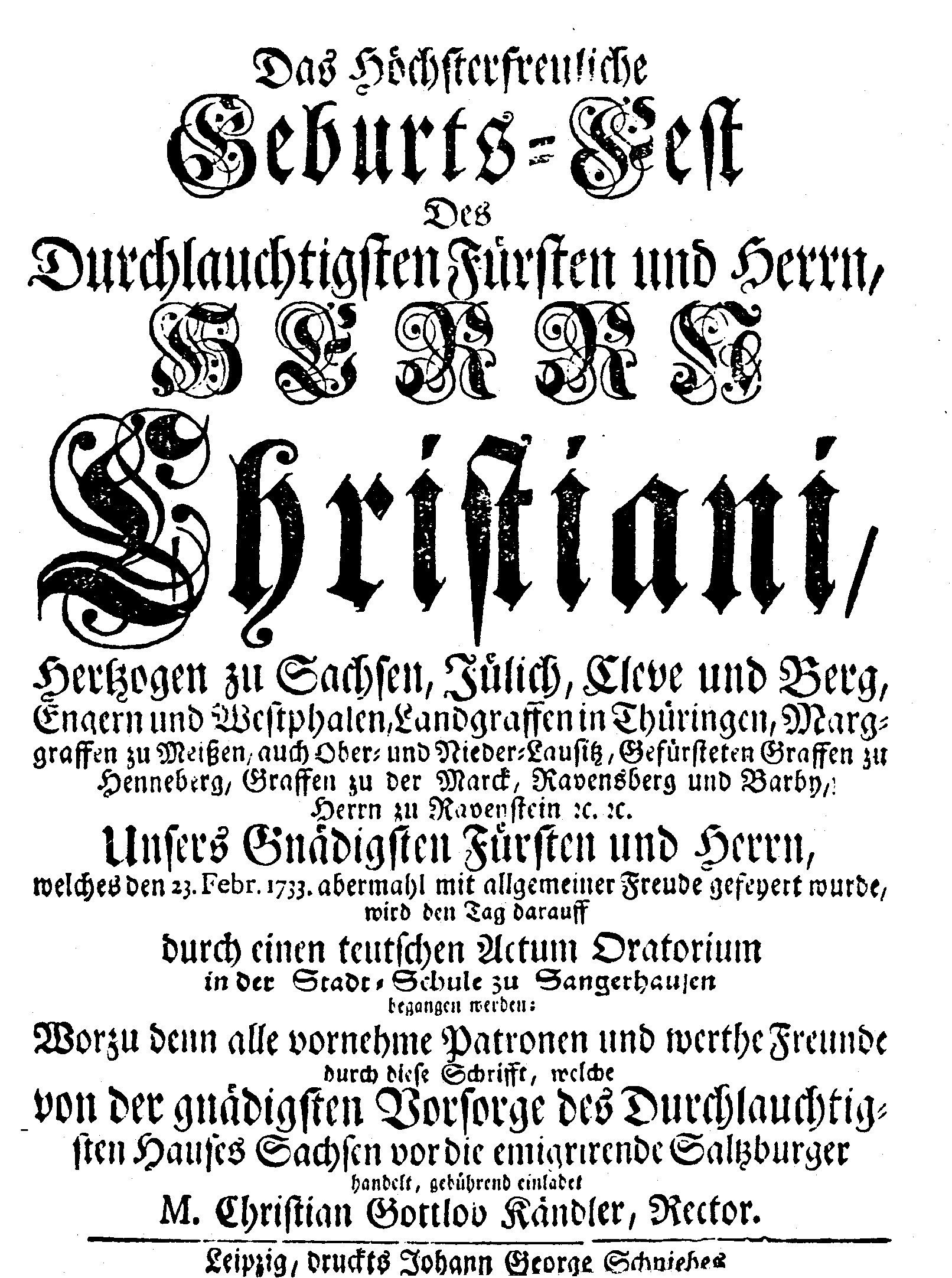
Herzog Christian gewidmetes Schulprogramm
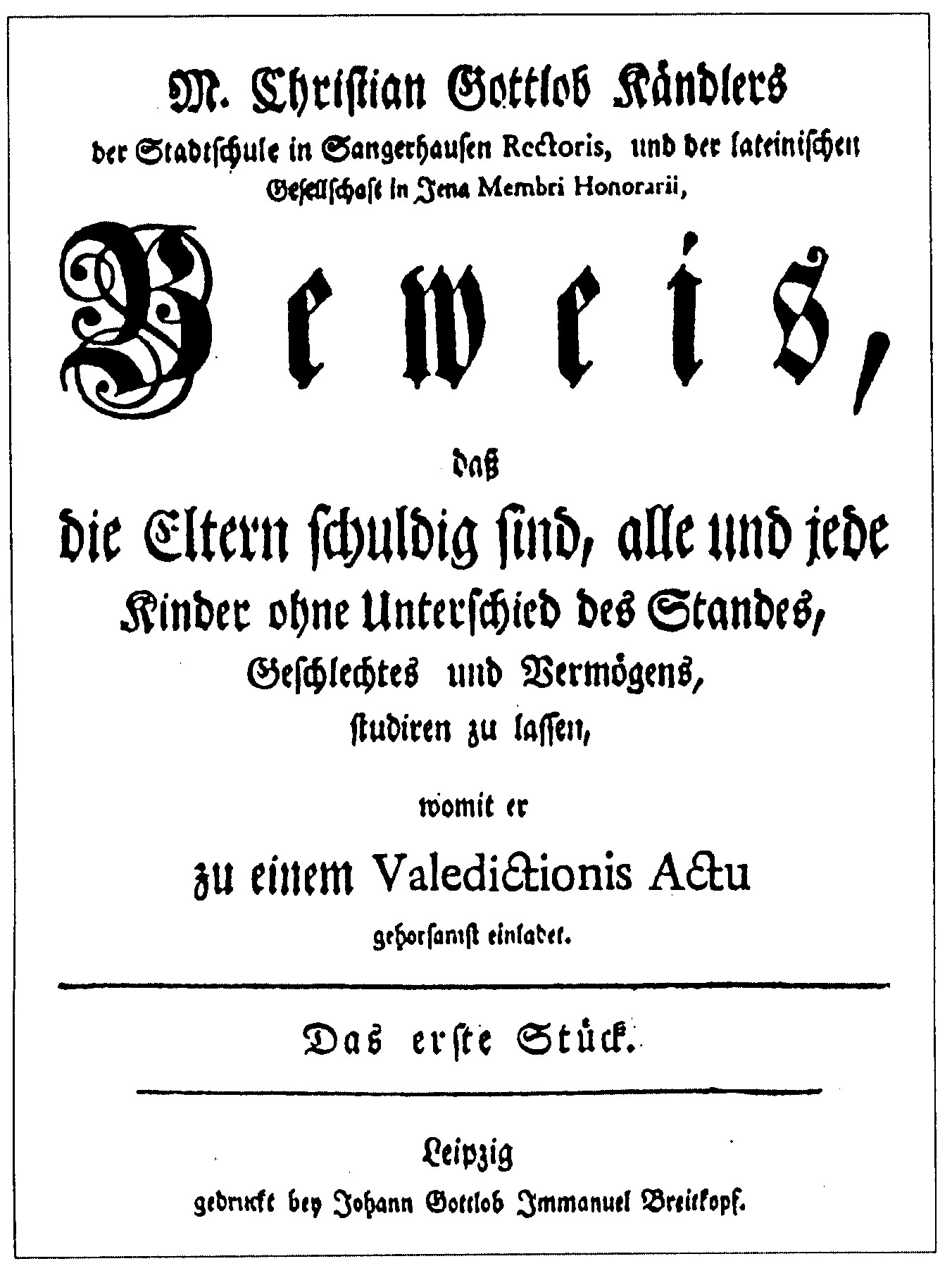
Plädoyer für allgemeine Bildung und Bildungsinvestition
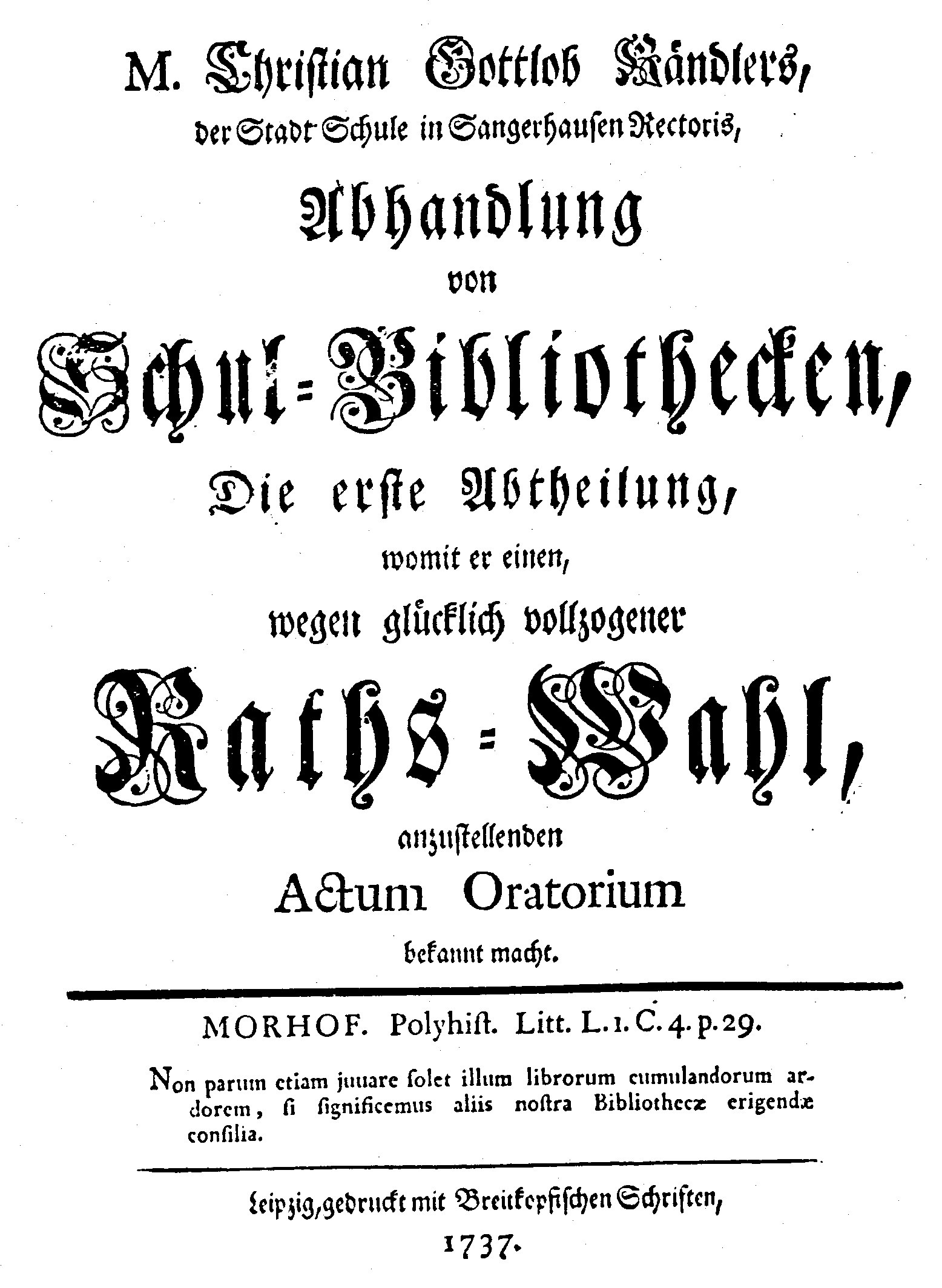
Schulbibliothek als öffentliche Einrichtung

Ein besonderes Interessengebiet Kändlers war die Sangerhäuser Stadtgeschichte. Zu den zahlreichen Arbeiten gehört eine Schrift über das Augustinerkloster, dessen Mauern das Lyceum beherbergten, sowie eine Vita der hl. Jutta von Sangerhausen. Kändler beschäftigte sich auch mit Sangerhäuser Archivalien und veranlasste vermutlich die vierbändige Abschrift Sangerhäuser Urkunden, die heute im Thüringischen Staatsarchiv Rudolstadt aufbewahrt wird.
Kändlers frühe publizistische Arbeiten sind in lateinischer Sprache abgefasst, ab 1737 schreibt er häufiger deutsch, offensichtlich in der Absicht, seinem aufklärerischen Impuls breitere Wirkung zu verleihen. Hierzu gehört insbesondere eine Schriftenfolge, die den „Beweis“ erbringen will, dass „die Eltern schuldig sind, alle und jede Kinder ohne Unterschied des Standes, Geschlechtes und Vermögens studiren zu lassen“. Kändler postuliert ein allgemeines, die sozialen Schranken überwindendes Bildungsideal und schließt auch Mädchen und Frauen von höherer Bildung nicht aus.
Eine andere Schriftenreihe beschäftigt sich mit Schulbibliotheken. Kändler hielt es für wichtig, dass die studierende Jugend im Unterricht an die fortgeschrittensten Informationsquellen herangeführt wird. Bibliotheken sollten den Schülern selbständiges Lernen ermöglichen und auch die Ausleihe von Büchern nach Hause anbieten. Er forderte eine gute Ausstattung der Schulbibliotheken, u. a. auch durch Hilfe privater Sponsoren, und konzipierte sie als öffentliche Einrichtungen, die allen Interessierten in der Stadt den Zugang zu Bildung und Wissenschaft ermöglichen sollten.
1746 starb die Linie Sachsen-Weißenfels aus und Sangerhausen fiel wieder an Kursachsen. Die Rahmenbedingungen für Kändlers Tätigkeit verschlechterten sich infolge der für Sachsen unglücklich verlaufenen Kriege in der Jahrhundertmitte. Kändler konnte zwar noch verschiedene pädagogische Reformprojekte in Angriff nehmen, aber insgesamt scheint er eher in die Defensive geraten zu sein. Dennoch konnte er einen Kreis von gleichgesinnten Schülern und Absolventen um sich versammeln und wurde überregional durch Mitgliedschaft in der gelehrten Lateinischen Gesellschaft in Jena anerkannt.
Kändler starb 1766. Ein anlässlich seines 300. Geburtstages erstelltes Werkverzeichnis nennt 42 autorisierte Schriften, 4 Kändler zugeschriebene Werke und 13 weitere zeitgenössische Schriften, die auf Kändler Bezug nehmen.
Eine umfassendere Würdigung im Rahmen der Stadtgeschichte und der Kulturgeschichte Mitteldeutschlands steht noch aus.